# Gnieździska

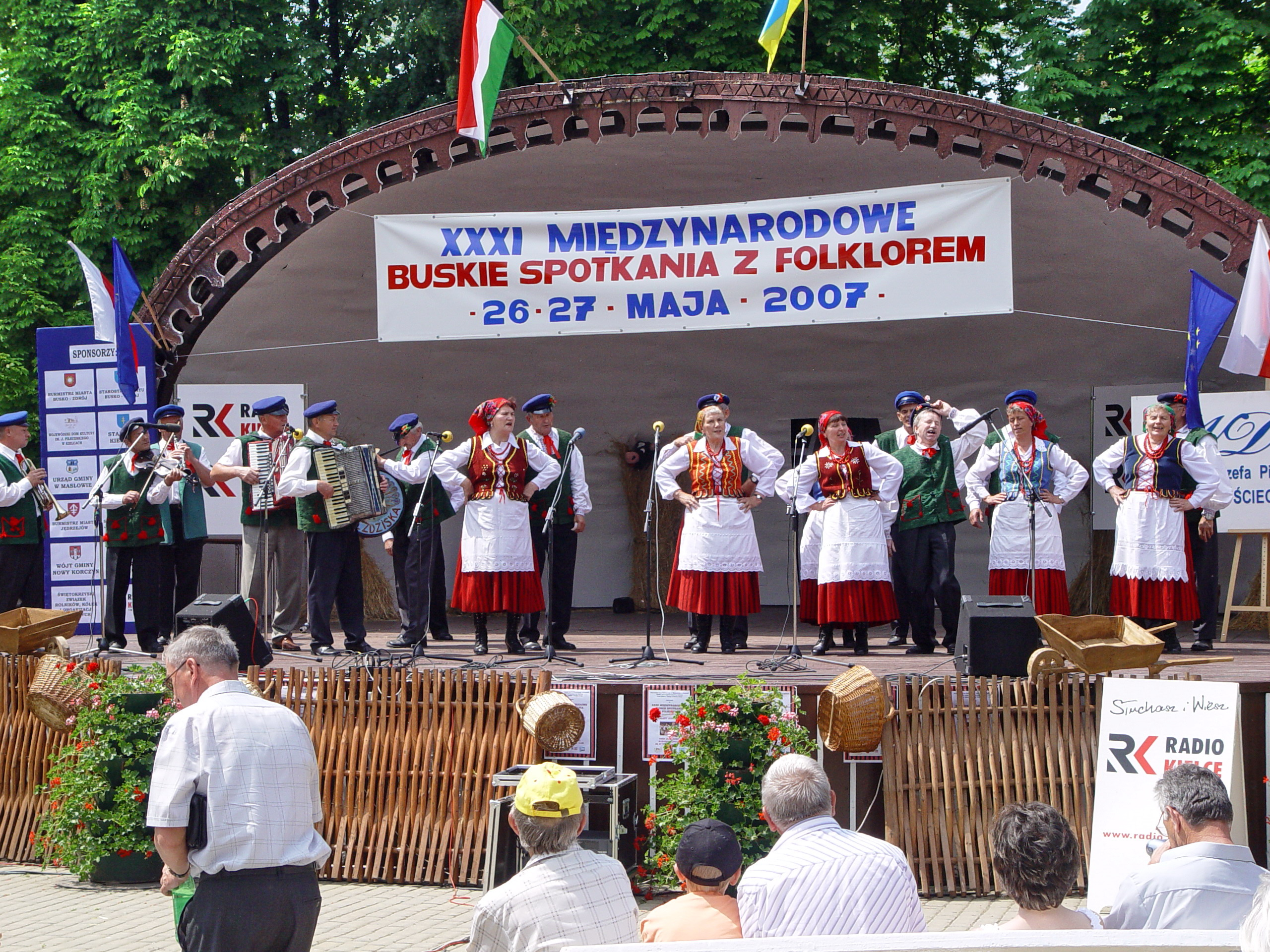
XXXI Międzynarodowe Buskie Spotkania z Folklorem. Zespół „Gnieździska” z Gnieździsk k. Łopuszna, 27 maja 2007 r.

Gnieździska – wieś w Polsce położona w województwie świętokrzyskim, w powiecie kieleckim, w gminie Łopuszno.
W latach 1954–1958 wieś należała i była siedzibą władz gromady Gnieździska, po jej zniesieniu w gromadzie Zajączków. W latach 1975–1998 miejscowość administracyjnie należała do województwa kieleckiego.

## Historia
Dawna wieś królewska, później rządowa, lokowana w XIV wieku na prawie niemieckim z nadania króla Kazimierza Wielkiego. Nazwa wsi pochodzi prawdopodobnie od słowa, wskazującego na miejsce obfitujące w gniazda ptaków lub gniazda – domostwa ludzi. W XVI wieku na terenach wsi istniała kuźnica żelaza.

## Bogactwa naturalne
Bogactwem wsi są złoża wapieni, piasku i torfu.
Pobliskie kamieniołomy to: Góra Maćkowa, Dybkowa Góra, Lipia Góra.
Torfowiska znajdują się po obydwu stronach szosy prowadzącej z Gnieździsk do Mieczyna. Są jednymi z niewielu dużych torfowisk śródleśnych, jakie zachowały się w kraju. Po południowej stronie szosy znajduje się znacznie dzikszy, mniej dostępny dla ludzi kilkuhektarowy Żurawski Ług. Po drugiej stronie znajduje się większe torfowisko, gdzie wciąż wydobywany jest torf. Obecnie teren ten jest prawnie chroniony. Można tu spotkać bociany czarne, błotniaki stawowe, żurawie, cietrzewie, a jesienią i wczesną wiosną można usłyszeć przenikliwy głos kruka. W ostatnich latach zagościły na Ługu bobry.

## Zabytki
Na terenie wsi istnieje zabytkowa kaplica św. Mikołaja z XIX wieku podlegająca ochronie konserwatorskiej.
Jak w wielu innych miejscowościach gminy Łopuszno, tu również znajduje się cmentarz żołnierzy niemieckich z okresu I wojny światowej. Spoczywa tu 65 żołnierzy armii niemieckiej. Cmentarz został wpisany do rejestru zabytków nieruchomych (nr rej.: A.412 z 6.10.1992).

## Kultura
We wsi od wielu lat działa zespół folklorystyczny „Gnieździska”.